# Eurytoma foligalla
Eurytoma foligalla is een vliesvleugelig insect uit de familie Eurytomidae. De wetenschappelijke naam is voor het eerst geldig gepubliceerd in 1969 door Bugbee.